# Бриллиантовый юбилей королевы Виктории
Бриллиантовый юбилей королевы Виктории — широкое празднование в Британской Империи 60-летия со дня восшествия на престол королевы Виктории 20 июня 1837 года. Королева Виктория была первым британским монархом, отпраздновавшим Бриллиантовый юбилей.

## История
23 сентября 1896 года королева Виктория превзошла своего деда короля Георга III и стала самым долгоправящим монархом Великобритании. Это событие она отметила в частном порядке в замке Балморал. Как писала она в дневнике: «…я попросила не устраивать ничего, пока в июне следующего года не исполнится шестьдесят лет правления». Таким образом, Бриллиантовый юбилей стал возможностью одновременно с 60-летием со дня восшествия Виктории на престол отпраздновать рекордную продолжительность правления за всю историю империи.
Шестидесятая годовщина восшествия Виктории на престол была отмечена 20 июня 1897 года благодарственным молебном в часовне Святого Георгия в Виндзорском замке.
Это событие было публично отмечено два дня спустя Фестивалем Британской империи, предложенным Джозефом Чемберленом, который продвигал идею всемирного празднования, достойного монарха, правящего более чем 450 миллионами человек. Этот день был объявлен выходным в Великобритании, Ирландии и Индии. В шествии в Лондоне приняли участие британская армия и королевский флот, а также войска из Канады, Индии, Африки и южной части Тихого океана. Королева телеграфировала послание всем народам Британской империи: «От всего сердца благодарю мой любимый народ. Да благословит его Бог».
Утром королева вместе с принцессой Еленой и принцессой Уэльской приняли участие в параде в открытом экипаже от Букингемского дворца до собора Святого Павла, где состоялась благодарственная служба. За ней следовали еще семнадцать экипажей с членами королевской семьи. На встрече присутствовали одиннадцать премьер-министров британских колоний.
Страдая от сильного артрита и не имея возможности подниматься по ступенькам, королева осталась в своей карете, поэтому короткая служба благодарения прошла снаружи здания.
Тысячи жителей Лондона и других городов империи приняли участие в уличных празднествах. Представители торговых домов приготовили подарки для празднующих, например, Томас Липтон был главным спонсором народных гуляний в Лондоне, где на пирах для 400 тысяч граждан раздавали, в том числе, бесплатный эль и табак. По распоряжению правительства в день празднества пабы повсеместно должны были быть открыты вплоть до половины третьего ночи. По всей территории Соединенного Королевства была зажжена цепь маяков, а Ноттингем, Брэдфорд и Халл получили статус городов в рамках празднования. На следующий день королева посетила Конститьюшн Хилл в лондонском Сити, где собралось 10 000 школьников. Программа празднования стала результатом довольно напряжённых переговоров между представителями королевского двора, стремившихся уменьшить расходы дворцового бюджета, и британских коммерсантов. В итоге расходы разделились поровну. В 1897 году количество подданных королевы достигало 450 миллионов человек, считается, что это был зенит могущества Британской империи. Поэтому одной из задач грандиозных празднеств правительство считало открытие мира для британских товаров. Большинство мероприятий было сконцентрировано на успехах империи, расширении её границ и рынков, а также могуществе её армии и флота.
Празднества длились две недели, в честь этого события была устроена вечеринка в саду Букингемского дворца и государственный банкет. В ознаменование этого события были возведены мемориальные фонтаны и башни, возведены монументы в честь Виктории во многих городах и колониях Великобритании. Альфред Остин и Редьярд Киплинг написали специальные поэмы в честь королевы.

## Галерея
| - Торжественная служба в соборе Святого Павла, 22 июня 1897 года - Юбилейная процессия пересекает Лондонский мост, 1897, Хелен Торникрофт - Башня в Эксмуте, возведённая в 1897 в ознаменование юбилея - Памятник Виктории в Манчестере, один из многих, возведённых в честь Бриллиантового юбилея |